# Coração de Jesus
Coração de Jesus là một đô thị thuộc bang Minas Gerais, Brasil. Đô thị này có diện tích 2236,236 km², dân số năm 2007 là 27003 người, mật độ 11,7 người/km².